# Milnthorpe
Milnthorpe è un paese di 2.106 abitanti della contea del Cumbria, in Inghilterra.